# Баррі Ансворт
Баррі Ансворт (англ. Barry Unsworth; 10 серпня 1930 — 4 червня 2012) — британський письменник, відомий своїми романами на історичні теми. Опублікував 15 романів, тричі номінувався на Букерівську премію й одного разу її отримав за роман «Священний голод».

## Романи
- The Partnership
- The Greeks Have a Word For It
- The Hide
- Mooncranker's Gift
- The Big Day
- Pascali's Island
- The Rage of the Vulture
- Stone Virgin
- Sugar and Rum
- «Священний голод»
- Morality Play
- After Hannibal
- Losing Nelson
- The Songs of the Kings
- The Ruby in her Navel
- Land of Marvels